# 891년

## 연호
- 당(唐) 대순(大順) 2년
- 일본(日本) 간표(寛平) 3년

## 기년
- 당(唐) 소종(昭宗) 3년
- 신라(新羅) 진성여왕(眞聖女王) 5년
- 발해(渤海) 대현석(大玄錫) 21년

## 사건
- 궁예가 처음 일어나 도적(盜賊)에 투신하다.